# Ратекау
Ратекау (нім. Ratekau) — громада в Німеччині, розташована в землі Шлезвіг-Гольштейн. Входить до складу району Східний Гольштейн.
Площа — 59,6 км2. Населення становить 15 093 ос. (станом на 31 грудня 2020).